# Nobody Else
Nobody Else е третият студиен албум на британската поп група Take That от 1995 година.
След края на турнето им започнало в средата на 1994 година в подкрепа на предстоящия албум на музикантите, излиза и техният първи сингъл от Nobody Else със заглавие Sure. Той достига първото място в класациите, като се задържа там продължително време. След известно затишие е пуснат и следващият хит – Back For Good, който в началото на следващата година носи на Take That втора награда БРИТ за Най-добър сингъл.

## Списък на песните

### Оригинален траклист
1. Sure – 3:42
2. Back for Good – 4:02
3. Every Guy – 3:59
4. Sunday to Saturday – 5:03
5. Nobody Else – 5:48
6. Never Forget – 5:12
7. Hanging Onto Your Love – 4:09
8. Holding Back the Tears – 5:29
9. Hate It – 3:41
10. Lady Tonight – 4:37
11. The Day After Tomorrow – 4:53

### Японско издание
1. All That Matters to Me – 5:26
2. Back for Good (инструментал) – 4:03

### Разширено издание
1. Sure (full pressure mix) – 5:37
2. Back For Good (urban mix) – 4:00
3. Every Guy (на живо) – 5:36

### Американско издание
1. Sure – 3:42
2. Back for Good – 4:02
3. Babe (Return remix) – 4:55
4. Pray – 3:43
5. Nobody Else – 5:48
6. Never Forget – 5:12
7. Holding Back the Tears – 5:29
8. Every Guy – 3:59
9. Love Ain't Here Anymore (американска версия) – 4:04
10. The Day After Tomorrow – 4:53